# Жанаонир
Жанаонир (каз. Жаңаөңір) — село в Сырымском районе Западно-Казахстанской области Казахстана. Входит в состав Алгабасского сельского округа. Код КАТО — 275833300.

## Население
В 1999 году население села составляло 552 человека (283 мужчины и 269 женщин). По данным переписи 2009 года, в селе проживало 278 человек (132 мужчины и 146 женщин).